# Krabaten 3

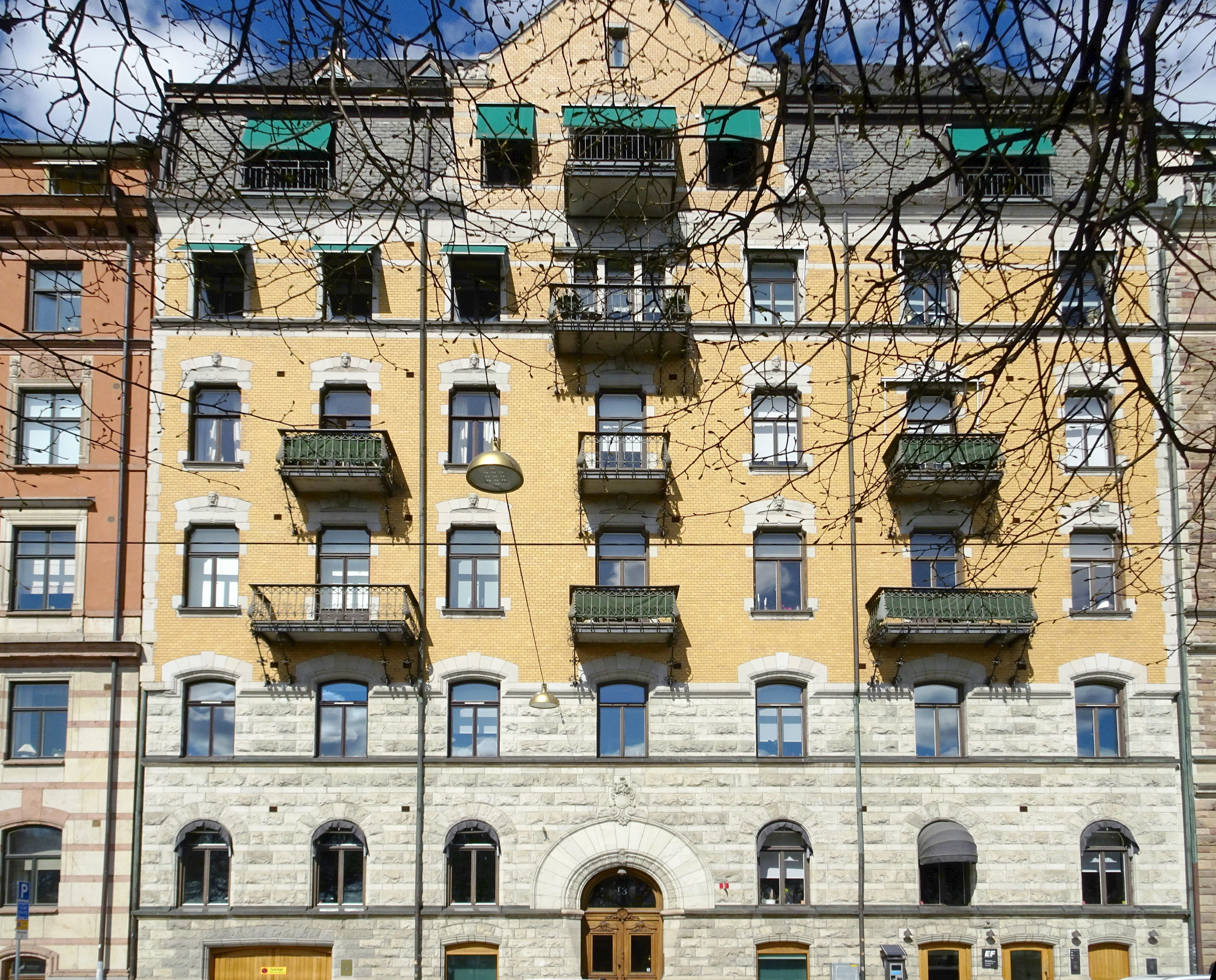
Strandvägen 13, maj 2022.

Krabaten 3 är en kulturhistoriskt värdefull fastighet i kvarteret Krabaten vid Strandvägen 13 på Östermalm i Stockholm. Byggnaden uppfördes 1895–1896 efter ritningar av arkitekten Carl Kleitz och är grönmärkt av Stadsmuseet i Stockholm vilket innebär "särskilt värdefull från historisk, kulturhistorisk, miljömässig eller konstnärlig synpunkt".

## Byggnadsbeskrivning

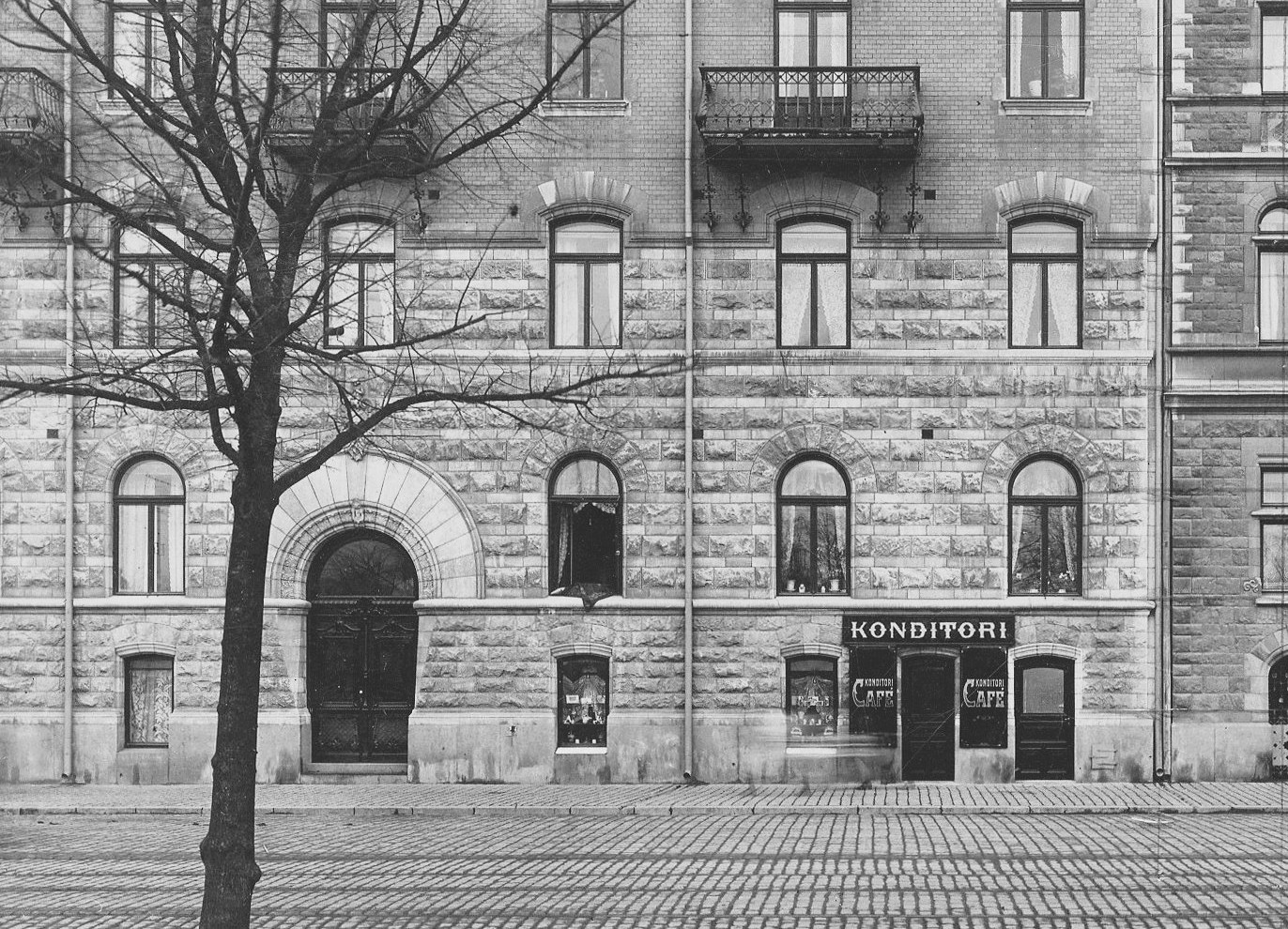
Strandvägen 13 omkring 1900.

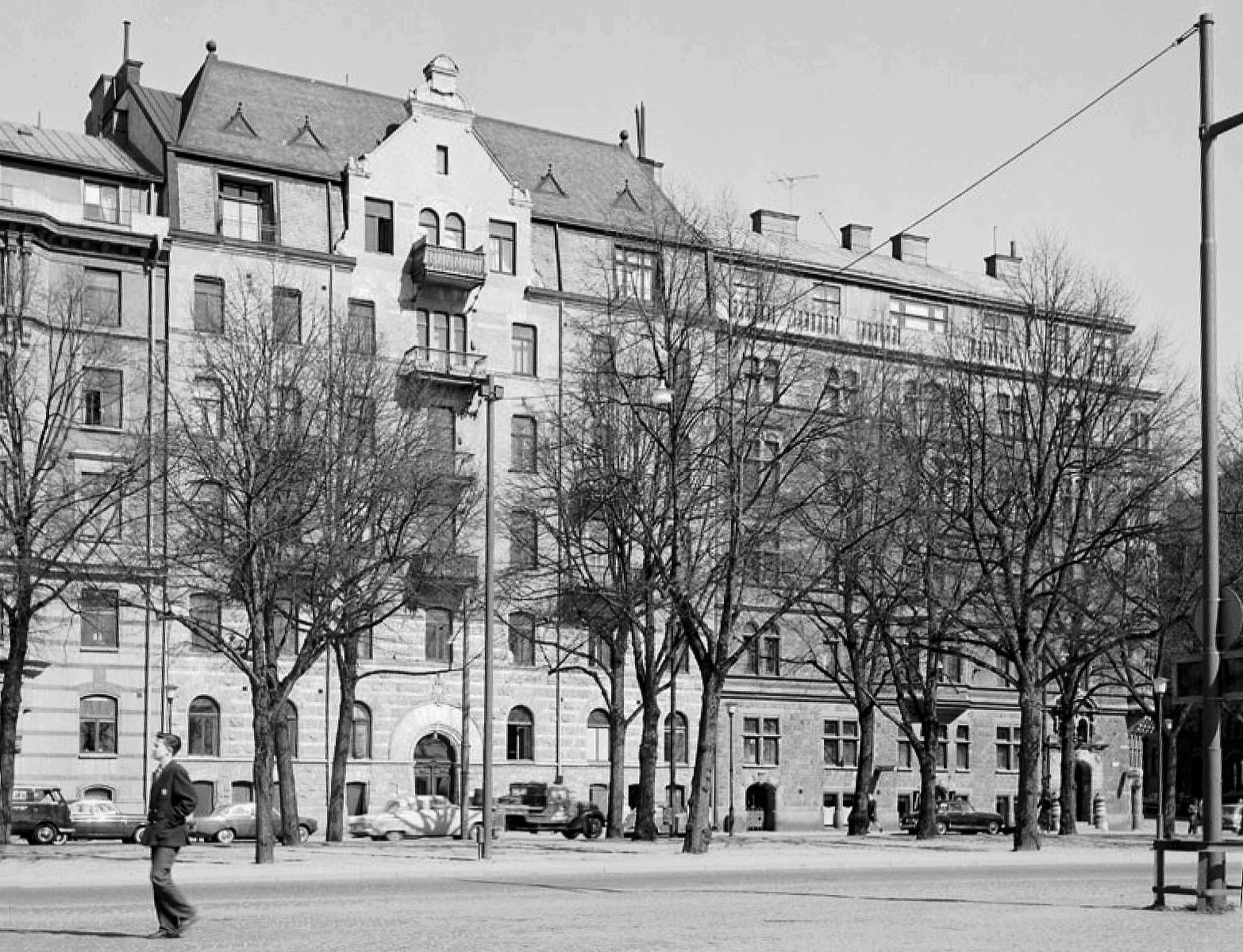
Strandvägen 13-15, 1960-tal.

Den då nybildade fastigheten Krabaten 3 hade förvärvats av byggmästaren Sven Fritiof Wennerholm 1895. Han verkade under 1800-talets slut i Stockholm som byggmästare, byggherre och fastighetsägare. För Krabaten 3 uppges i Bebyggelseregistret en C. Sandelius som byggherre, enligt Stockholms adresskalender (1897–1903) var dock Wennerholm fastighetsägare innan han sålde fastigheten till löjtnant A.H. Wahlin. 
Granntomten i väster, Strandvägen 11 (Krabaten 4) bebyggdes året innan efter ritningar av arkitekterna Gustav Lindgren och Kasper Salin och på granntomten i öster, Strandväven 15 (Krabaten 2) byggde man samtidigt där var arkitekt Johan Laurentz.
Wennerholm anlitade arkitekt Carl Kleitz att gestalta den nya byggnaden. Kleitz ritade ett påkostad hus i fem våningar med souterrängplan och en fasadbredd mot Strandvägen motsvarande sju fönsteraxlar. Gathuset sammanbyggdes genom en flygel med gårdshuset som fick fyra våningar. Ytterligare en flygel begränsar innergården mot väster. Upp till våning två trappor kläddes fasaden mot Strandvägen i rusticerade i grov- och släthuggen sand- och kalksten, däröver murades fasaden i gult tegel med dekorativa kalkstenspartier över fönster och balkongdörrar. Som bruklig gestaltades fasaderna mot innergården enklare, de utfördes i ockrafärgad slätputs.
Balkongerna fick sirliga, utbuktande smidesräcken. Huvudentréns portalöverstycke gestaltades i huggen kalksten. Yttertaket täcktes av skiffer. Mittpartiet accentuerades av en fronton som sträckte sig högt över takfoten. Arrangemanget förändrades i samband med en fullständig om- och påbyggnad på 1910-talet som genomfördes efter ritningar av arkitekt Oscar Waller. 

### Originalritningar från 1895

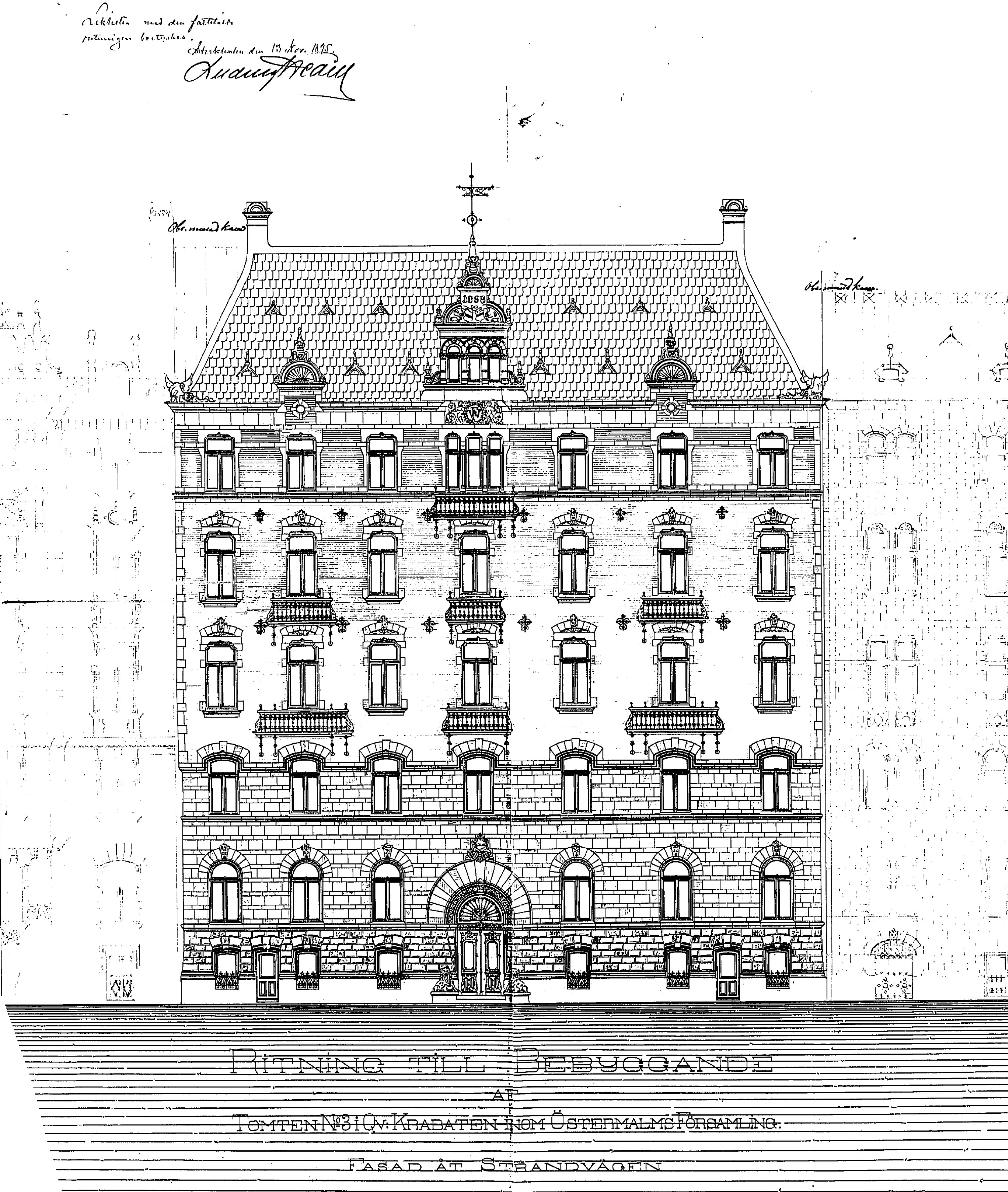
Fasad mot Strandvägen.
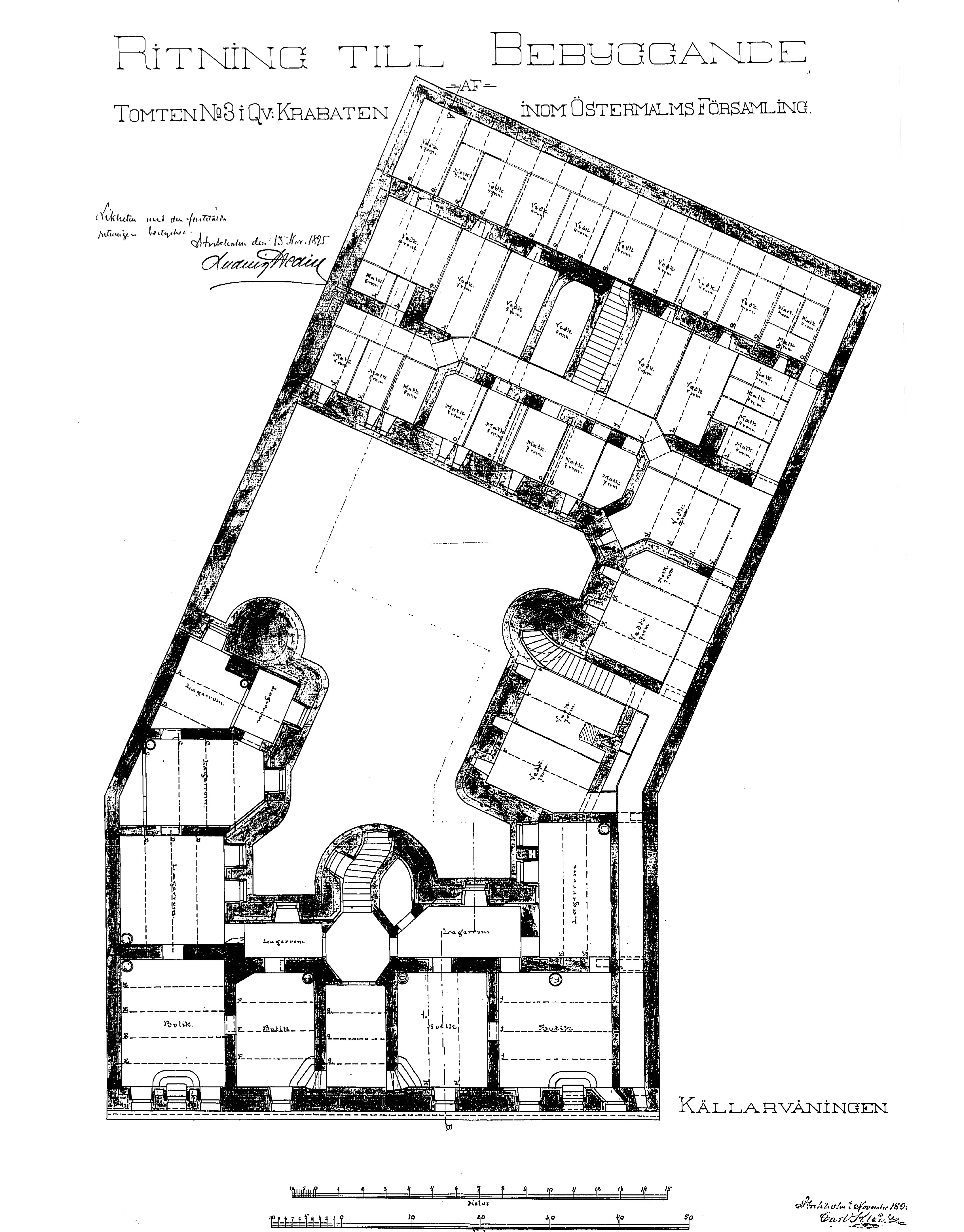
Källarvåning.
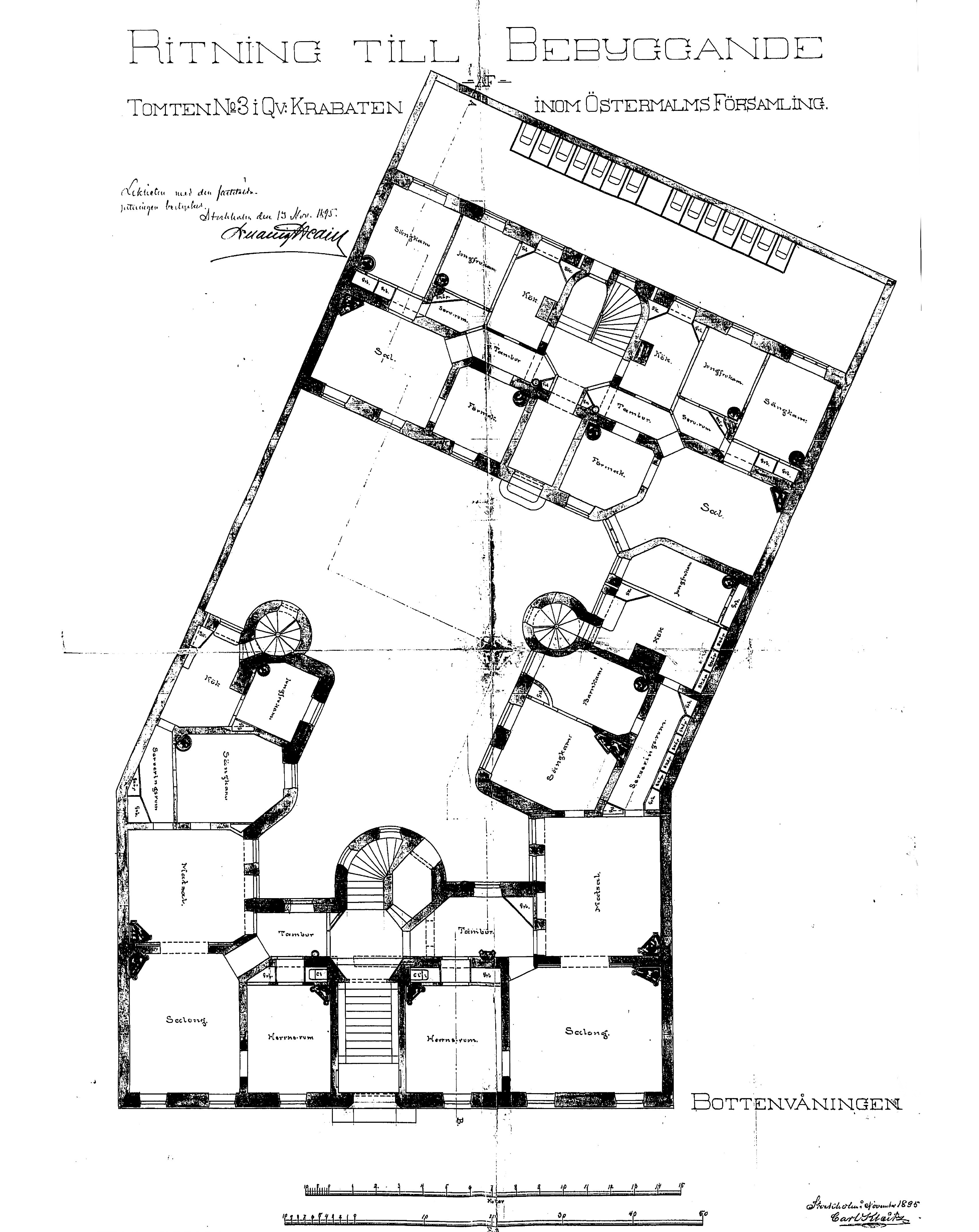
Bottenvåning.
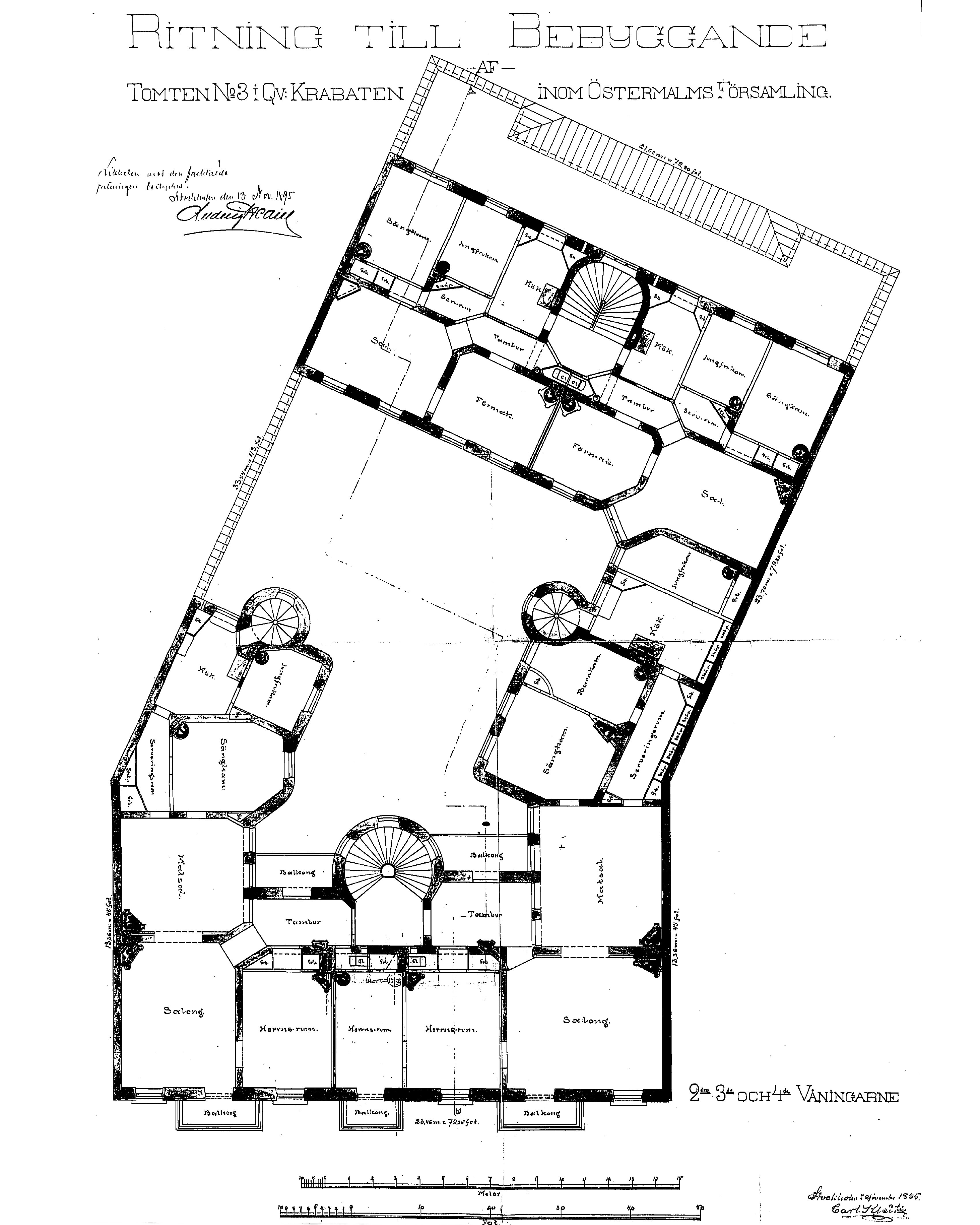
Våningsplanen.
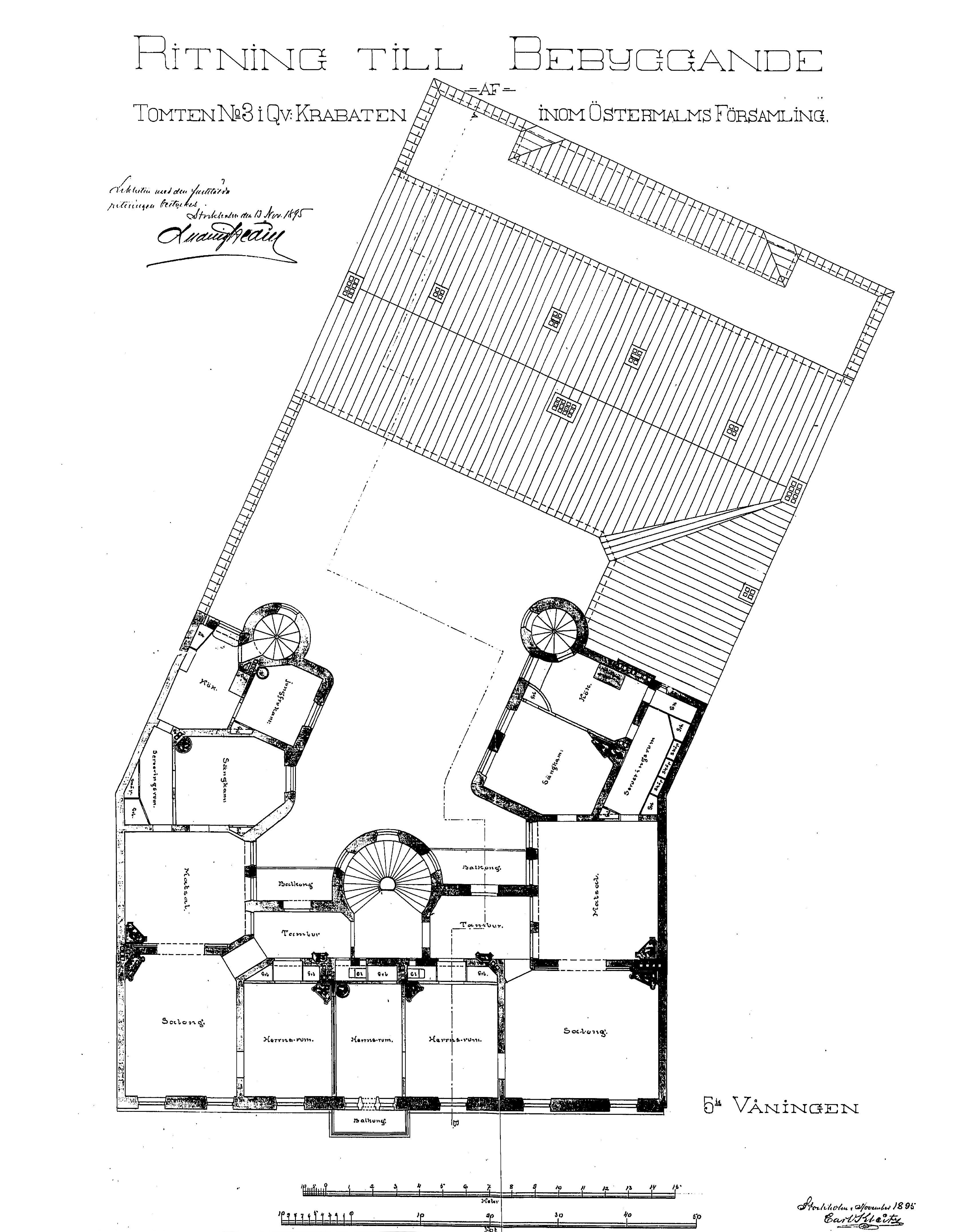
Våning 5 trappor.
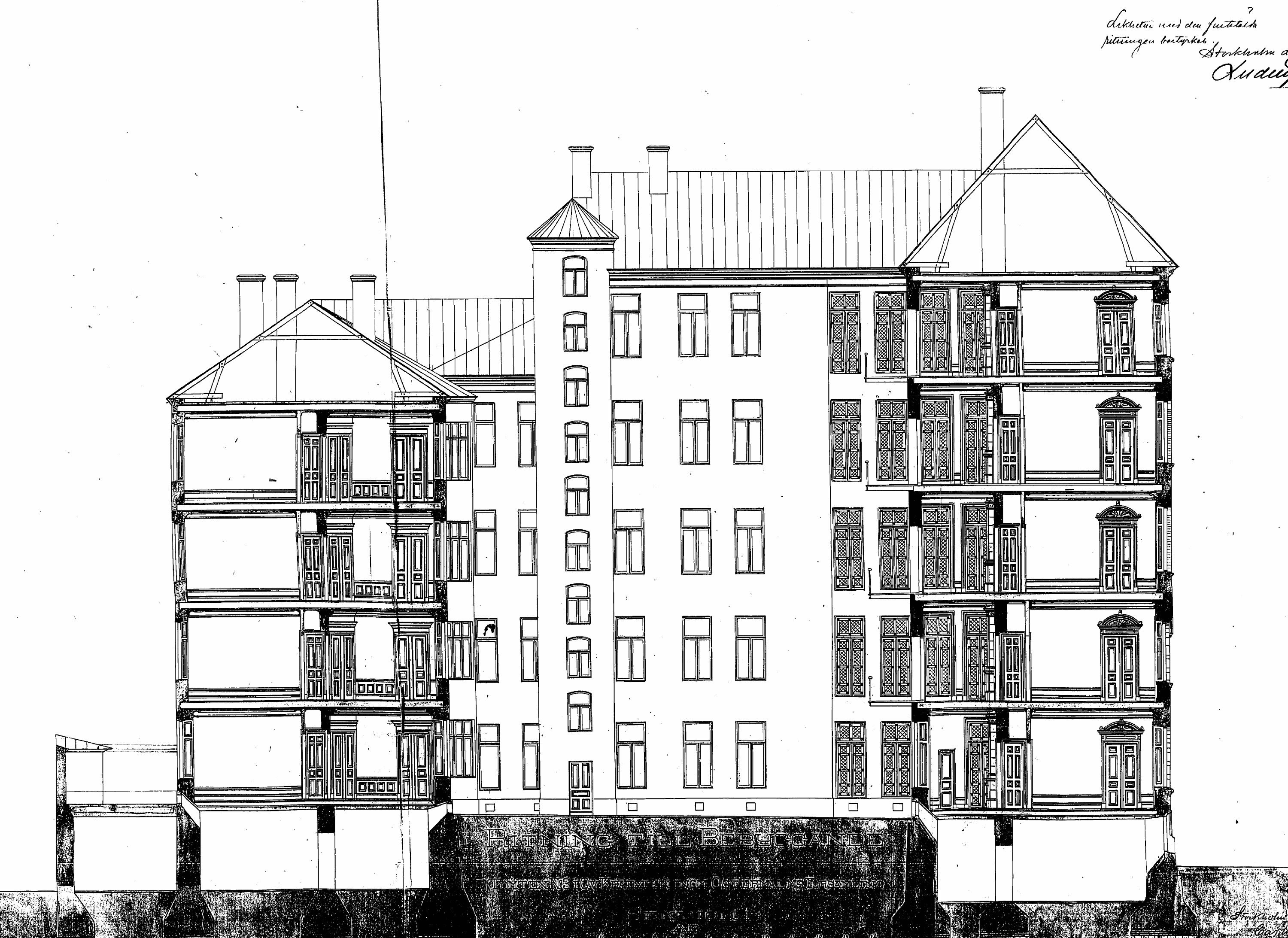
Sektion.

### Interiör
Byggherren vände sig till den bättre bemedlade samhällsklassen vilket återspeglade sig i husets planlösning. Gathusets västra lägenhet bestod av fem rum och kök, den östra av sju rum och kök och gårdshuset av två fyrarummare med kök. Rumsbeteckningarna påminner om en herrgård med salong, herrum, sal, förmak, matsal, sängkammare och jungfrurum. Huset fick två huvudtrappor och två kökstrappor. Några badrum fanns inte men man hade torrtoalett i lägenheten. Vattentoaletter samt badrum tillkom 1908. I souterrängvåningen mot Strandvägen anordnades affärslokaler, i en av dem låg i början av 1900-talet ett konditori. 
Trappsteg och vilplan belades med vit marmor med svart bård. Trapphusfönster utgörs av parvis välvda bågar glasade med färgat blyspröjsat glas. En hiss installerades i huvudtrappan 1905. I samband med Stadsmuseets byggnadsinventering på 1970-talet visade besökta lägenheter ursprunglig inredning med bland annat mönstrade parkettgolv, hög panel i hall, smygpaneler och vackra dörröverstycken. Salongstaken var i nyrokoko och salstaken fältindelade. 
Bland hyresgästerna på 1950-talet märks grosshandlaren Juan Magnus Morales som på sin våning brukade framföra kammarmusik om kvällarna och spelade själv violin. Fastighetsägare är sedan 1997 bostadsrättsföreningen Strandvägen 13.

### Interiörbilder

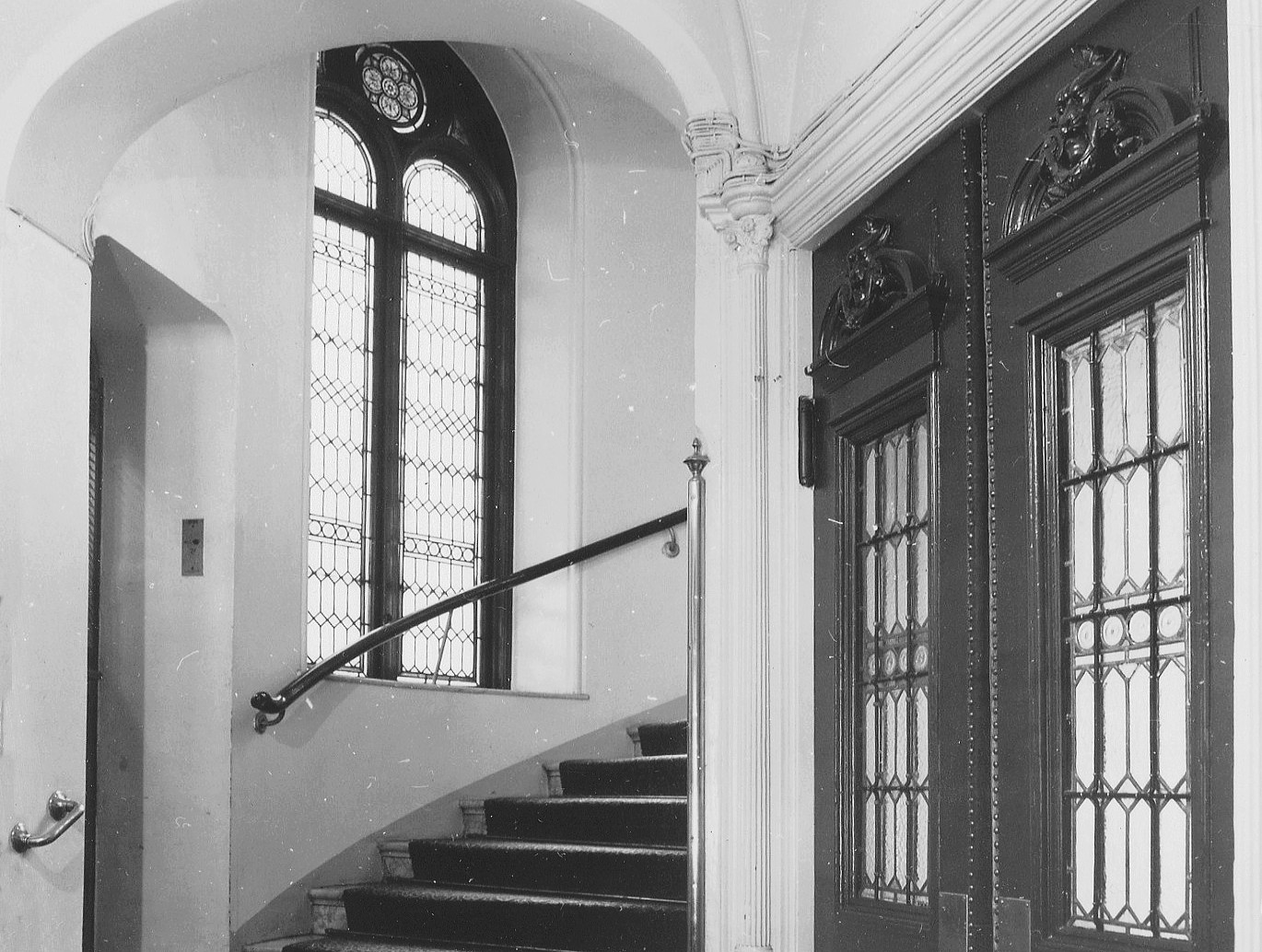
Trapphuset.
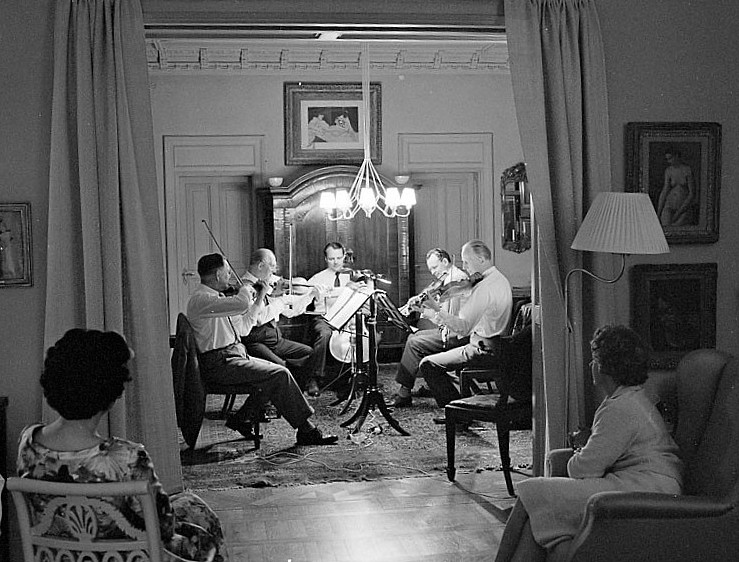
Kammarmusik i Juan Morales våning (matsalen).
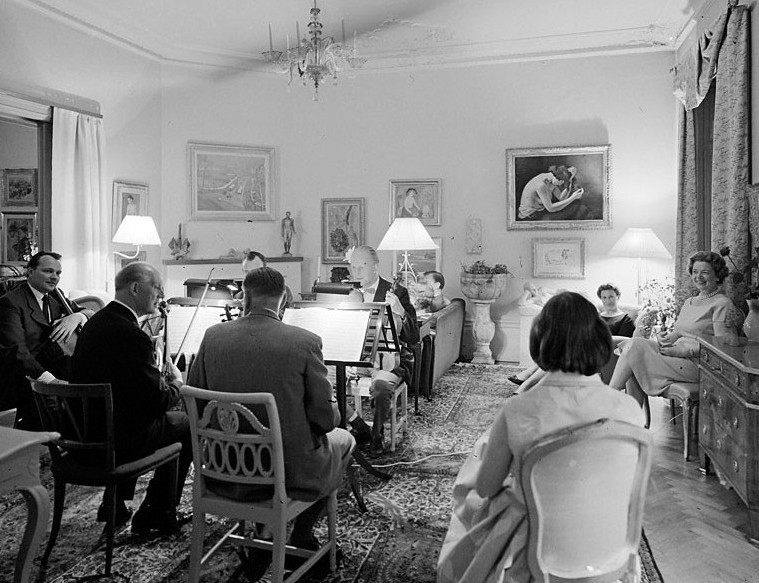
Kammarmusik i Juan Morales våning (salongen).
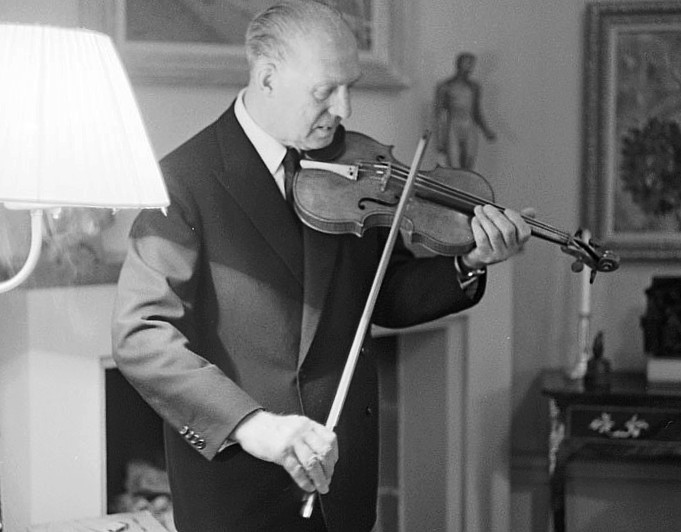
Juan Morales spelar violin.